# Primer Concierto
Primer Concierto es el primer álbum en vivo de la agrupación mexicana Tlen-Huicani, lanzado a nivel mundial en 1983.
Es el único material discográfico de la agrupación que cuenta con la participación de los integrantes originales.

## Desarrollo
Este álbum fue grabado en vivo durante el primer concierto de la agrupación, realizado el 12 de septiembre de 1973 en la Sala Grande del Teatro del Estado de Xalapa, Veracruz.
Éste concierto se dedicó a Salvador Allende, al que reconocieron como líder moral de las juventudes de América Latina.

## Lista de canciones
| Primer Concierto |                           |                                            |          |  |
| N.º              | Título                    | Escritor(es)                               | Duración |  |
| 1.               | «Ofrecimiento»            |                                            | 0:29     |  |
| 2.               | «Arpa Jarocha (Poema)»    | D.P.                                       | 1:41     |  |
| 3.               | «El Seis»                 | D.P.                                       | 3:00     |  |
| 4.               | «Vírgenes del Sol»        | Jorge Bravo de Rueda                       | 3:53     |  |
| 5.               | «La Cascada»              | Digno García                               | 5:18     |  |
| 6.               | «Ne Rendape Ayu»          | José Asunción Flores/Manuel Ortíz Guerrero | 5:11     |  |
| 7.               | «Malambo»                 | D.P.                                       | 4:00     |  |
| 8.               | «Concierto en la Llanura» | Juan Vicente Torrealba                     | 3:41     |  |
| 9.               | «La Chiquilla Linda»      | Rosa Vasconcelo                            | 3:34     |  |
| 10.              | «Fina Estampa»            | Chabuca Granda                             | 3:03     |  |
| 11.              | «Sueño Azul»              | Juan Vicente Torrealba                     | 3:39     |  |
| 12.              | «Sueño de Gamelotal»      | D.P.                                       | 3:50     |  |
| 13.              | «Galopera»                | Mauricio Cardozo Ocampo                    | 3:50     |  |
| 14.              | «El Gavilán»              | Ángel Custodio Loyola                      | 3:15     |  |
| 15.              | «Guadalupana»             | Juan Vicente Torrealba                     | 3:20     |  |
| 16.              | «La Bruja»                | D.P.                                       | 6:08     |  |
| 57:52            |                           |                                            |          |  |